# Profetyzm
Profetyzm (gr. προφήτης, prophētēs „prorok, wieszcz”) – zjawisko spotykane w wielu religiach, polegające na występowaniu wśród członków danej grupy religijnej przekonania, że niektóre jednostki są powoływane przez bóstwo do głoszenia jego woli i przepowiadania przyszłości (prorokowania). Profetyzm wiąże się również np. z etosem poety-wieszcza i jego wizjonerstwem w literaturze polskiego romantyzmu.

## Religia
W religiach światowych profetyzm nabrał szczególnego znaczenia głównie u Izraelitów. Początki profetyzmu izraelskiego (biblijnego), który odegrał ważną rolę w kształtowaniu się monoteistycznego judaizmu, sięgają IX w. p.n.e., a okres rozkwitu osiągnął on w VIII–VII w. p.n.e. Występuje również w innych religiach, m.in. w chrześcijaństwie. Często wiązał się z ruchami chiliastycznymi i mesjanistycznymi.

## Literatura
W literaturze profetyzm znalazł się w dziełach pisarzy i poetów prorokujących przyszłość, wyobrażoną zgodnie z ideami i zasadami propagowanymi przez ich autorów. Pojawiał się najczęściej w przełomowych momentach dziejowych, pełnych napięć społecznych i oczekiwań na zmiany, pozwalał na formułowanie idei i poglądów w sposób pośredni, w formie pozbawionej publicystycznej dosłowności. Wizji proroczej służyła figuralna interpretacja wydarzeń przeszłości, przywoływanie przypowieści, stylizacja biblijna w zakresie języka.
Dzieła o charakterze profetycznym powstawały w różnych okresach (np. twórczość J. Boehme’go w Niemczech w pocz. XVII w., twórczość F. de Lamennais’go, J. Micheleta, E. Quineta, J. de Maistre’a w poł. XIX w. we Francji).
Profetyzm w XIX wiecznej literaturze rosyjskiej zajmował istotne miejsce, zwłaszcza u takich twórców, jak Puszkin, Lermontow, Dostojewski, Tołstoj, Leontjew, Sołowjow. Elementami profetyzmu nacechowane były także niektóre dzieła pisarzy i poetów w Niemczech i w Anglii zwłaszcza epoki Romantyzmu, jednak nurt nie rozwinął się tam w takim stopniu, jak w Rosji. Bojaźń przed niewiadomą przyszłością, nadchodząca katastrofa, kraj nad przepaścią, oczekiwanie końca świata oraz modlitwa i żal za grzechy padły na podatny grunt dla rozwoju religijnego profetyzmu rosyjskiego.

### Polska
W literaturze polskiej elementy profetyzmu wystąpiły w twórczości czasów konfederacji barskiej (m.in. tzw. Profecja księdza Marka prawdopodobnie autorstwa Marka Jandołowicza). Największe nasilenie tych tendencji znamionowało okres romantyzmu i pozostawało w związku z przyjmowanym przez twórców poetyckiej roli wieszcza oraz założeniami mesjanizmu.
Profetyczne refleksje dotyczące przyszłości narodu polskiego są obecne np. w twórczości Adama Mickiewicza (Widzenie księdza Piotra w III cz. Dziadów, Księgi narodu i pielgrzymstwa polskiego). Wizyjny charakter ma również twórczość Juliusza Słowackiego (Anhelli, Król-Duch) oraz Zygmunta Krasińskiego (Nie-Boska komedia, Psalmy przyszłości).